# 소이카와촌
소이카와촌(沿川村)은 아오모리현 기타쓰가루군에 설치되었던 촌이다. 현재의 이타야나기정, 쓰루타정에 해당한다.

## 연혁
- 1889년 4월 1일 - 정촌제 시행에 의해 주변 5촌을 합병해, 소에카와촌이 성립하였다.
- 1955년 3월 10일 - 기타쓰가루군 이타야나기촌, 오아미촌, 미나미쓰가루군 하타오카촌과 합병해, 이타야나기정을 신설해 소멸하였다.